# Narodowe Muzeum Sztuki Średniowiecznej w Korczy

Logo muzeum.

Narodowe Muzeum Sztuki Średniowiecznej w Korczy (alb. Muzeu Kombëtar I Artit Mesjetar Korçë) – największe albańskie muzeum ze sztuką średniowieczną, utworzone 24 kwietnia 1980, z siedzibą w Korczy.
Muzeum posiada zbiory z okresu średniowiecza, głównie związane z bizantyjską i post-bizantyjską sztuką chrześcijańską. Należą do nich zbiory ikon, rzeźb kamiennych i drewnianych, ozdób metalowych. Najważniejszą kolekcją muzeum jest zbiór ponad 6500 ikon, uważany za jeden z ważniejszych w Europie. Na stałej wystawie prezentowanych jest około 200 ikon z okresu XIII – XIX wieku. W zbiorach muzeum znajdują się dzieła najważniejszych albańskich twórców ikon, m.in. takich jak: Onufry, Nikolla, Dawid Selenica, Kostandin Shpataraku, Kostandin Jeromonak, Kostandin i Athanas Zografi, Terpo Zografi, Efthim Zografi, Gjon Çetiri, Naum Çetiri, Gjergj Çetiri, Nikolla Çetiri, Ndin Çetiri, Joan Cetiri Grabovari.
Bardzo ważnym wydarzeniem w historii muzeum było nawiązanie współpracy z Muzeum Bizantyjskim w Salonikach. W wyniku wspólnych prac w Salonikach odrestaurowano 88 najważniejszych ikon z kolekcji muzeum. 14 marca 2006 roku 72 z nich zostało zaprezentowanych na czasowej wystawie w Salonikach.